# 오명종
오명종(1974년 1월 14일 ~)은 해태 타이거즈의 전 야구 선수다. 광주진흥고등학교를 졸업했다.

## 같이 보기
- 1993년 해태 타이거즈 시즌